# Фторид дитория-калия
Фторид дитория-калия — неорганическое соединение,
двойной фторид калия и тория с формулой KTh2F9,
кристаллы,
не растворяется в воде.

## Получение
- Кипячение фторида тория в растворе гидрофторида калия [1]:

{\displaystyle {\mathsf {KHF_{2}+2ThF_{4}\ {\xrightarrow {>100^{o}C}}\ KTh_{2}F_{9}+HF}}}

## Физические свойства
Фторид дитория-калия образует кристаллы
ромбической сингонии,
пространственная группа P nma,
параметры ячейки a = 0,885 нм, b = 1,162 нм, c = 0,716 нм, Z = 4.
Не растворяется в воде.